# Essinge distrikt
Essinge distrikt är ett distrikt i Stockholms kommun och Stockholms län. 
Distriktet ligger i västra Innerstaden i Stockholms kommun inom området för Kungsholmens stadsdelsområde, stadsdelarna Lilla Essingen och Stora Essingen.

## Tidigare administrativ tillhörighet
Distriktet inrättades 2016 och utgörs av en del av området som till 1971 utgjorde Stockholms stad inom en del av det område som före 1916 utgjorde Bromma socken.
Området motsvarar den omfattning Essinge församling hade 1999/2000.